# Туполев Ту-154
„Туполев-154“, наричан накратко „Ту-154“, е съветски и руски тридвигателен реактивен самолет за средни разстояния, конструиран от Конструкторско бюро „Туполев“, ръководено от Андрей Туполев. Произвеждан е в „Авиакор“ (по-рано: Куйбишевски авиационен завод), Самара до 2013 г.
В Авиомузей Бургас може да бъде видян както отвънка, така и отвътре  Туполев Ту-154, модификация Б-2, с държавен регистрационен знак LZ-BTU.

## История
Бюро „Туполев“ започва разработката на Ту-154 с вътрешни проекти в началото на 1960-те години. Цели се прилагането на технически нововъведения в евентуален заместник на Ту-104. От преработки на гореспоменатия самолет, „аванпроектите“ постепенно минават към чисто нов самолет.
През 1963 г. държавата обявява конкурс за среден граждански самолет, способен на експлоатация от второкласни летища, който да замести Ту-104, Ил-18 и Ан-10. Подразбира се, че самолетът следва с нищо да не отстъпва пред американския Boeing 727. На конкурса участват бюрата на Илюшин и Туполев. Последното печели с леко по-тежкия и бърз, спрямо съперника си Ил-74 (Ил-76), и значително по-сложен и напредничав Ту-154.
Прототипът на Ту-154 е завършен през 1968 г. в завод „Опит“ („Опыт“) към бюро Туполев в централна Москва. Оттам го разглобяват и пренасят на летището в московския квартал Жуковски (Жуковский), откъдето излита на 3 октомври същата година. След изпитания (на бюрото и после държавни) през 1970 г., в Куйбишев (Куйбышев; днес Самара) започва серийното му производство. Пътническите полети започват през февруари 1972 г. след няколкомесечни експлоатационни изпитания с поща и товари. В производството се доработва началния вариант: сменят класическите елерони (кормила за наклон и оттам – за посока) с къси такива плюс елерон-интерцептори („спойлерони“), променят зализа между кила и стабилизатора, усъвършенстват управлението по тангаж, доработват турбогенератора.
Между 1970 и 1998 г. са произведени 917 броя Ту-154, от които 604 – Ту-154, Ту-154А, Ту-154Б/Б-1/Б-2 и 313 – Ту-154М. От тях 150 са продадени извън СССР и Русия. В експлоатация към 2006 г. са над 380 самолета.
Ту-154 бе най-разпространеният реактивен пътнически самолет в родината си и по света. Той е първият истински пътнически самолет на Туполев – без военни предшественици, без военни варианти. Самолетът отбелязва технологичен скок за съветското самолетостроене със сложната си крилна механизация (предкрилки и трипроцепни задкрилки; двупроцепни на Ту-154М), хидравлично-бустерното си управление, автоматизацията на самолетоводенето, посредством автоматичната бордна система за управление АБСУ-154 (сложен „автопилот“, способен да води самолета по зададен маршрут и да го управлява преди кацане по Категория II на ИКАО), както и с отварящите се навън врати. Основните системи на Ту-154 са тройно подсигурени (утроени) с оглед надеждност.
Ту-154 е продукт на специфично съветската организация на самолетостроенето. За разлика от „монолитни“ самолетостроители като Aerospatiale или Boeing, съветското самолетостроене е разделено на Централен институт по хидро- и аеродинамика (ЦАГИ), конструкторски бюра, самолетостроителни и самолеторемонтни заводи. Първото учреждение приема становища относно удачни конструктивни подходи и ги „спуска“ на бюрата, което обуславя еднаквите компановъчни схеми на различни по произход съветски самолети. Заводите могат да строят самолети на различни бюра. Маркетингът е задача на Всесъюзното дружество „Авиаекспорт“ (В/О „Авиаэкспорт“), което предлага самолети на всички бюра. Макар бюрата да не са частни (наименувани са на основателя си неофициално, а инак са шифровани – в случая с Туполев, „ОКБ-156“), ред руски източници, публикувани след 1991 г. твърдят, че те водели непрестанна и жестока борба за закрилата на висшестоящи лица. Някои твърдят, че описаната организация размивала отговорността на отделните звена, потискала инициативата. На практика по-видните бюра успяват да прокарат свои замисли до строя, ревниво поощряват пазарното представяне на „своите“ самолети.
Гореспоменатите източници имат двояко отношение към Ту-154. Те оценяват положително крупния технологичен скок осъществен при конструирането, произвеждането и експлоатирането му, наред с безопасността на полетите му, удобната му визия и чисто естетичните му качества. Ала има и твърдения, че Илюшин би могъл да се справи по-добре със задачата, решена от Ту-154; в частност, че Ту-154 спрял развитието на обещаващо „семейство самолети“ на базата на Ил-62, имал ниско теглоотдаване (съотношение между собствената си маса и тази на полезния товар), бил неикономичен.
Чешки източници след 1992 г. твърдят, че самолетът бил предмет на неназовано споразумение между авиокомпаниите на европейските социалистически страни, което съветската страна не изпълнила. В резултат бившата ГДР, Полша и Чехословакия отказали да закупят самолета до появата на Ту-154М през втората половина на 1980-те години. Същите източници оценяват положително гореспоменатите качества на самолета. Унгарски източници са предоставили значителен обем сведения за Ту-154 на световната журналистика през върховия период на експлоатацията му. Според тях „Авиаекспорт“ изисквал значителни валутни суми за доработване на ранни варианти на основните модификации Ту-154Б-1 и -2, компенсирайки ниската му първоначална цена. Също според тях до началото на 1980-те съветската страна настоявала всеки евентуален клиент на Ту-154 да е закупил и самолети от поредицата Ту-134.
На 19 февруари 2013 г. в Самара е произведен последният сериен Ту-154М. Независимо обаче от окончателното спиране на производството на най-масовия съветски реактивен пътнически самолет, в самарския авиационен завод ще продължат да се извършват капитални ремонти и различни операции по удължаване ресурса на самолетите.

## Варианти
Ту-154А
Процеса на експлоатация на базовия вариант кара авиоконструкторите да започнат работата над усъвършенстван модел на Ту-154. Първият сериен самолет от този вариант е произведен през 1974 г., а експлоатацията му започва от следващата година. По външен вид Ту-154А не се различава от базовия вариант. Промените включват повишена тяга на двигателите, а това от своя страна позволява масата на самолета да нарасне до 94 тона. Произведени са общо 63 самолета от този вариант
Ту-154Б
През 1975 г. започва производството на вариант Ту-154Б с усилено крило. Към началото на експлоатацията възникват съмнения, че крилото на Ту-154 няма да издържи на зададения му ресурс („живот“). Статични изпитания в Сибирския научноизследователски институт по авиацията (СибНИА) потвърждават това. Някои източници винят настояването на конструкторите за особено еластично крило, продиктувало избора на ненадеждна сплав. В мащабна програма са сменени крилата на всички произведени дотогава 125 самолета. Новото крило запазва еластичността на старото. Други промени включват добавянето на допълнителни два аварийни изхода в опашната част. Ту-154Б идва с нова система за автопилот и обновена авионика.
Ту-154Б-1 и Ту-154Б-2
През 1977 г. в експлоатация влизат Ту-154Б-1 и Ту-154Б-2 – дефинитивните ранни варианти. Различават се по аеронавигационното си оборудване и по това, че бюфетите и кухните в средния вестибюл на втория са снемаеми за два часа в летищни условия; на мястото им може да се монтират допълнителни кресла, с което самолетът става до 180-местен. Към 1981 г. максималната излетна маса на самолета нараства от началните 94 тона на 98 тона. По същото време преоборудват десет употребявани Ту-154 с големи товарни люкове и ролкови подове в пътническо-товарен вариант Ту-154С, чиято излетна маса е до 100 тона. Дотогавашните варианти са прекомпонируеми в по-усъвършенствани такива по желание на купувача при ремонт.
Ту-154С
Карго вариантът на Ту-154 се появява през 1982 г. Той е базиран на Ту-154Б, но се отличава с големите си товарни люкове. В товарния отсек полезният товар може да достигне 20 тона. Последният Ту-154С се експлоатира до края на 1996 г.
Ту-154М
Този вариант цели самолета да бъде оборудван с нови, по-мощни двигатели и по-голяма ефективност на консумацията на гориво. Подобрени са аеродинамичните характеристики, което до води до 30% ефективност на разхода на гориво и повишаване далечината на полета. Поради различните им размери и модел (челна повърхност; основен фактор при съпротивлението), доработват целият планьор (корпус) на самолета – променят пилоните на двигателите и тяговата им равнина, уголемяват средния въздухозаборник и елеваторите, променят опашният конус, зализите на крилото с тялото и други детайли, осъвременяват интериора със закрити стенни шкафчета. Пределната излетна маса на новия вариант е 102 тона. Произведени са общо 320 самолета от този вариант до 2006 г.
Ту-154ЛЛ
В средата на 80-те, когато СССР се подготвя за полета на първата си совалка в космоса „Буран“, Ту-154 е специално модифициран и взема участие в изпитанията. На мястото на втория пилот е инсталирана кабина с приборно табло, каквото има в совалката. В рамките на тази програма Ту-154ЛЛ изпълняват около 200 полета.

## Ту-154 в България
Българската гражданска авиация „Балкан“ изиграва важна роля в съдбата на Ту-154. Като председател на Всесъюзното дружество за съветско-българско приятелство, Андрей Туполев склонява на тогавашното спешно искане на българската страна за съвременни пътнически самолети. През юни 1972 г. първите два Ту-154 (LZ-BTA и LZ-BTB), изнесени от СССР пристигат в България. „Балкан“ ги експлоатира интензивно на редовни и чартърни линии и осведомява конструкторите относно годността на самолета в несъветски условия. „Балкан“ е първата авиокомпания след „Аерофлот“, която получава новите варианти на самолета. Например през 1985 г. българският превозвач получава и първите два Ту-154М (LZ-BTI и LZ-BTW). Подобна практика съществува и с Ту-134.
На свой ред Ту-154 помага на „Балкан“ да стане най-голямата (по брой превозени пътници) авиокомпания в СИВ след съветската през втората половина на 1970-те г. Български летци оценяват самолета като скок в развитието на родната гражданска авиация. Същевременно се отбелязва, че усвояването му било особено трудно. Между първите доставки през 1972 г. и средата на десетилетието било невъзможно да се разчита, че даден полет, планиран за Ту-154, ще се изпълни именно от него.
През 1986 г. се доставят 10 самолета от СССР след междуправителствена спогодба, подписана от министъра на транспорта Васил Цанов и съветския му колега. България и нейната авиокомпания „Балкан“ окончателно налага Ту-154 като основен превозен самолет на българските авиолинии за международни и за вътрешни линии и заменя с него по-голямата част от намиращите се в екплоатация дотогава Ту-134 и Ил-18. Последните значително отстъпват на Ту-154, а след последвалата авиокатастрофа на 2 август 1988 г. със самолет Як 40 на „Балкан“ сред авиационните среди окончателно се налага становището, че Ту-154 има значителни предимства и над самолетите „Як“. Със специални три решения на Министерския съвет на НРБ, на Политбюро на ЦК на БКП и Постоянното присъствие на БЗНС, взети през юли 1986 г., три самолета от новодоставените Ту-154 са прехвърлени в Правителствения Авиоотряд 28. Два от тях са предназначени за превоз на Генералния секретар на ЦК на БКП и Председател на Държавния съвет на НРБ Тодор Живков, а третият е за превоз на Председателите и Заместник-председателите на Държавния и на Министерския съвет на НРБ, членовете и кандидат-членовете на Политбюро на ЦК на БКП и Секретарите на ЦК на БКП, секретаря на БЗНС и секретарите на Постоянното присъствие на БЗНС, и министрите. В Авиоотряд 28 самолетите са в експлоатация до 2010 г.
Единствената авария е през 2007 г., когато след излитане от Азорските острови към Мексико за официално посещение на Президента на България Георги Първанов, правителственият самолет получава повреда в носовия колесник и се налага да кацне обратно. За това си спечелва прозвището „Куцото Ту“ макар да е в експлоатация от 1988 г. Заради тази единствена авария, този и останалите самолети са изведени от експлоатация през 2010 г. Заместени са след двете сключени сделки на правителствата на Сергей Станишев и на Бойко Борисов за доставки на самолети Еърбъс и Фалкон.
България играе активна роля в усъвършенстването на Ту-154, подобряването на стопанските му показатели и разширяването кръга му от приложения. Така например има недокументирани твърдения, че, наред с унгарската авиокомпания MALÉV, „Балкан“ първа свива летателния състав до тричленен (без щурман), че авиокомпанията премахва практиката самолетът да лети с бетонен баласт, когато е празен или слабо натоварен, че години наред „Балкан“ води по годишен нальот на Ту-154. Екипаж на „Балкан“ поставя неофициален рекорд по далечина на полета с Ту-154, прелитайки над 7000 km от Монреал в Канада до София без кацане. Документирано е доработването на Ту-154 в парка на „Балкан“ след 1986 г. с приемници за тогавашната система за далечна радионавигация OMEGA, които подобряват точността на навигацията след продължителен полет, особено над вода. (Системата е снета след няколко години, когато OMEGA излиза от строя и в повечето Ту-154 инсталират навигационни системи с GPS.) А през 1997 г. екип от Българската аерокосмическа агенция (БАСА) при Българска академия на науките съвместно с германски снабдители разработва първата система за автоматично кислородно подаване чрез индивидуални маски при аварийна разхерметизация на Ту-154. С нея (и други като нея) ИКАО разрешава на Ту-154 да лети в тогава обозримо бъдеще. Нови международни ограничения на шума прекратяват експлоатацията на самолета из развития свят към 2003 г.
През април 1988 г. облитат опитния Ту-155 – силно модифициран Ту-154Б с двигател, пригоден към втечнен водород. Това е първият (и единствен до днес) самолет с такова гориво. Разработен е по скромна програма, целяща доказване екологичните предимства на новото гориво. Липсата на средства в последвалите години я прекъсва.

## Авиокомпании, използващи Ту-154
Към 5 юли 2011, общо 123 броя Ту-154 (от всички модификации) са в експлоатация.
| Авиокомпания                | В експлоатация |
| --------------------------- | -------------- |
| Еър Корио                   | 2              |
| Алроса Мирни Еър Ентърпрайс | 6              |
| Ариа Еър                    | 3              |
| Московски Авиолинии         | 2              |
| Авиаенерго                  | 3              |
| Белавиа                     | 5              |
| Каспийски Авиолинии         | 3              |
| Дагестански Авиолинии       | 5              |
| Ерам Еър                    | 3              |
| Газпромавиа                 | 3              |
| Иран Еър Турс               | 14             |
| КМВ Авиа                    | 9              |
| Когалимавиа                 | 5              |
| Киргизстански Авиолинии     | 2              |
| Оренеър                     | 5              |
| Авиолинии Саяхат            | 3              |
| Югоизточни Авиолинии        | 5              |
| Табан Еър                   | 1              |
| Таджик Еър                  | 6              |
| Татарстански Авиолинии      | 5              |
| Авиолинии Урал              | 4              |
| УТеър Авиейшън              | 17             |
| Владивосток Еър             | 3              |
| Авиолинии Якутия            | 7              |
| Авиолинии Ямал              | 2              |

### Известни авиокомпании, използвали Ту-154
- Балкан

- Хемус Ер

- Българиан еър чартър

- Ер Виа

- Чешки авиолинии

- Малев

- Интерфлуг

- ЛОТ Полски Авиолинии

- ТАРОМ

- Аерофлот

- Россия

- Авиолинии S7

- КМВ Авиа
- Авиолинии Урал
- Air VIA
- Россия

## Описание
Тип пътнически реактивен самолет със среден обсег.
Схема изцяло метален долноплощник със задно разположени двигатели, Т-образно оперение и полумонококова конструкция.
Крило Конструкция с три дуралуминиеви надлъжници, ребра и обшивка. Трапецовидна форма с 35o стреловидност по 25% от хордите. Центропланът е интегриран с тялото и вътрешните отсеци на крилото, във външния край на които са гондолите на основните колесници. Външните отсеци са снемаеми. В центроплана са интегрирани горивни резервоари. Четириучастъкови предкрилки, синхронизирани със задкрилките по външните две трети от размаха на всяко полукрило. Вътрешни и външни трипроцепни задкрилки с пълнеж „пчелна пита“ по вътрешните две трети от размаха на всяко полукрило. Елерони („пчелна пита“) без тримери за скорости до 465 km/h. По четири интерцептора на горната повърхност на всяко външно полукрило, от които най-външните два действат в елеронен режим при всички скорости. Наземен интерцептор (подемен нарушител) на горната повърхност на вътрешните отсеци.
Тяло конвенционална конструкция с дуралуминиеви ребра и лонжерони и кръгло сечение с диаметър 3800 mm, разделено на две под екватора от дървено-метална палубна конструкция. Носов отсек с радиопразрачен радарен обтекател пред предното херметизационно дъно и кабина на летателния състав – командир, втори пилот, бордмеханик; допълнително по желание на експлоатанта – щурман-радист. Преден, среден (последният интегрален с центроплана) и заден отсеци с четвъртити илюминатори (външен слой стъкло, среден слой стъкло, вътрешен слой плексиглас) в повечето междуребрени пространства; задно херметизационо дъно в края на задния отсек. Опашен отсек интегрален с двигателните пилони, заборника и соплото на втория двигател и с кила. Входно-изходно-аварийни врати на левия борд на предния и среден отсеци. Служебно-аварийни врати в десния борд на същите, разположени в близост с входно-изходните такива. Четири аварийни изхода в средния отсек над крилото плюс две аварийни врати в задния отсек пред двигателите. Товарни люкове в десния борд на предния и заден отсеци. Технически люкове в дъното на предния и заден отсеци и в десния борд на опашния отсек.
Салонът е компонован и прекомпонируем по желание на експлоатанта с между 128 (смесена класа, схема 2+2 и 3+3 и стъпка на редовете 102 cm и 84 см икономическа-туристическа класа) и 180 места (икономическа класа, стъпка на редовете 75 см; до Ту-154Б-2) или до 176 места (Ту-154М). Тоалетна, гардероб, седалки за до двама стюарди и бюфет в предния вестибюл; преден салон; среден вестибюл с кухня-бюфет и седалки за до двама стюарди; заден салон; до три тоалетни и места за до шест стюарди. Особени интериори за самолети на държавни глави и висши лица
Оперение конвенционална конструкция с по два дуралуминиеви надлъжници, ребра и обшивка. Кил с вертикално кормило („пчелна пита“) без тримери за ползване при разбег, пробег и окончателен заход. В основата на кила и под него е разположен заборникът на втория двигател. Хоризонтални стабилозатори без тримери и с лек пълнеж „пчелна пита“.
Колесник конвенционелен триопорен велосипеден. Двуколесната предна опора няма спирачки и е управлявана от кабината или шарнира за свободно буксиране; прибира се в подподова ниша нагоре и назад. Шестколесните основни опори с колесни спирачки се прибират нагоре и назад по сложна кинетична схема в гондоли, конзолирани от изходящия крилен ръб. Междуосието се променя с натовареността на самолета.
Мотогондоли конвенционална конструкция с дуралуминиеви рами и обшивка. При установки на НК-8 (варианти до Ту-154-Б2) гондолите на първи и трети двигатели (съответно вляво и вдясно от тялото на самолета) имат допълнителни ануларни въздухозаборници за ползване при разбег и начален набор, както и отвори решетъчните реверси. При поставени Д-30 (Ту-154М) опашната част на гондолите представлява интегрален двуучастъков щитов реверс. Вторият двигател взима въздух през гореспоменатия заборник и няма реверс (както и при НК-8).
Управление изцяло посредством три отделни хидравлични системи, всяка от които контролира бустери, задвижващи дадена контролна повърхност. Изкуствено натоварване на органите на управление посредством система, превръщаща напорното налягане на обтичащия поток в усилие по закона „Q“. Хидравлично управление на носовата опора, колесните спирачки, поредицата действия по прибиране и спускане на колесника. Пневматично задействане на реверса.
Силова установка три броя Кузнецов НК-8 (варианти до Ту-154Б-2) или Соловьов (Соловёв; днес „Авиадвигател“ или „Авиадвигатель“) Д-30-КУ-154 (Ту-154М) с тягови реверсори на външните два. Турбогенератор („вспомагателна силова установка“, „ВСУ“) ТА-6 в опашния конус (до Ту-154Б) или основата на кила (Ту-154М)
Системи Електросистема с променлив ток, снабдявана от земни източници, оловно-цинкови акумулатори (за стартиране на ВСУ) или от ВСУ. Хидравлични системи. Пневматична система. Система за подаване и разпределяне на климатизиран въздух в херметизираните участъци на тялото. Пилотажно-навигационна система АБСУ-154 с приемници за съветски и световни курсо-глисадни и радионавигационни системи. Стандартно оборудване с три УКВ радиотелефонни станции, КВ радиотелефонна станция, радио и светлосигнализационно оборудване по стандартите на ИКАО. Конвенционални барометрични, анероидни и електромеханични уреди.

## Спецификации
| Мярка                                        | Ту-154B-2           | Ту-154M              |
| -------------------------------------------- | ------------------- | -------------------- |
| Екипаж в кабината                            | 3 / 4               | 3 / 4                |
| Седящи места                                 | 114 – 180           | 114 – 180            |
| Дължина                                      | 48 м.               | 48 м.                |
| Размах на крилете                            | 37.55 m             | 37.55 m              |
| Площ на крилете                              | 201.5 m2            | 201.5 m2             |
| Височина на корпуса                          | 11.4 m              | 11.4 m               |
| Максимално тегло при излитане                | 98 000 – 100 000 kg | 102 000 – 104 000 kg |
| Тегло на самолета (без товар)                | 50 700 kg           | 55 300 kg            |
| Максимална скорост                           | 950 km/h            | 950 km/h             |
| Разстояние, изминавано при пълно натоварване | 2500 km             | 5280 km              |
| Разстояние при максимално зареждане          | 3900 km             | 6600 km              |
| Двигатели (x3)                               | Кузнецов NK-8-2U    | Соловьов D30KU-154   |